# Pipi Sánchez
Héctor Hugo «Pipi» Sánchez (n. en San Nicolás de los Arroyos, 7 de marzo de 1954) es un aviador militar retirado de la Fuerza Aérea Argentina excombatiente en la guerra de las Malvinas. Condecorado, participó en cuatro misiones de combate con el Grupo 5 de Caza. Ostenta el rango de comodoro.

## Biografía
Cursó sus estudios secundarios en la Escuela Nacional de San Nicolás.
Egresó como alférez de la Escuela de Aviación Militar en 1975. Se desempeñó como aviador militar y piloto de avión Douglas A-4B Skyhawk.

### Guerra de las Malvinas
La guerra de las Malvinas sorprendió al primer teniente Sánchez en la instrucción para habilitarse en el avión Mirage IIIEA en la VIII Brigada Aérea. Entonces fue llamado a las filas del II Escuadrón del Grupo 5 de Caza por el capitán Carlos Varela. En esa unidad y junto a su amigo el entonces teniente Luis Cervera participó saliendo en cuatro misiones de combate.
El 24 de mayo navegó en la escuadrilla «Nene» que bombardeó buques ingleses junto con el vicecomodoro Manuel Mariel y el teniente Mario Roca.
El 8 de junio integró como número tres una escuadrilla de ataque con el indicativo «Martillo» junto con el primer teniente Oscar Berrier y el alférez Alfredo Jorge Alberto Vázquez. Paralelamente despegó la escuadrilla «Mazo», compuesta el primer teniente Danilo Rubén Bolzán, el alférez Guillermo Dellepiane y el teniente Juan José Arrarás. Su misión fue efectuar un ataque a objetivo naval en bahía Agradable y al establecimiento Fitz Roy.
Por diferentes inconvenientes regresaron Berrier y Dellepiane. Entonces formaron Bolzán, Arrarás, Sánchez y Vázquez.
Navegaban sobre el mar, al este de bahía Agradable y localizaron un lanchón de desembarco inglés avanzando rápidamente hacia la costa. En ese momento Sánchez visualizó a su derecha y arriba dos aviones ingleses Harrier que lanzaban sus misiles. Un misil impactó y explotó en el avión de Vázquez. Otro impactó en el A-4B de Arrarás, éste se eyectó. No fue rescatado. Sánchez también observó al A-4B de Bolzán bombardeando y hundiendo al lanchón de desembarco Foxtrot 4. Consecutivamente el número uno empezó a hacer maniobras evasivas. Fue alcanzado por un misil y no pudo eyectarse. Entonces, Sánchez abortó su ataque y escapó perseguido por los Harrier.
Sánchez llegó al punto de reabastecimiento en vuelo, su avión tenía impactos de esquirlas de artillería antiaérea. Aterrizó en la Base Aérea Militar Río Gallegos a las 18:00 horas.

### Carrera y vida luego de la guerra
Se retiró con el grado de comodoro.
12 años después de la guerra se reunió con David Morgan, el piloto inglés que derribó a sus compañeros el 8 de junio de 1982.

#### Libros
- Fuerza Aérea Argentina (1998) [1983]. Historia de la Fuerza Aérea Argentina. Tomo VI: La Fuerza Aérea en Malvinas. Volumen 1. Dirección de Estudios Históricos. ISBN 987-96654-4-9.
- Fuerza Aérea Argentina (1998) [1983]. Historia de la Fuerza Aérea Argentina. Tomo VI: La Fuerza Aérea en Malvinas. Volumen 2. Dirección de Estudios Históricos. ISBN 987-96654-3-0.

- Datos: Q60172381